# Organització del transport de la Baixa Àustria

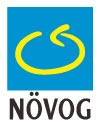
Logotip antic

L'Organització del transport de la Baixa Àustria, en alemany Niederösterreichische Verkehrsorganisationsgesellschaft m. b.H. (abreujat NÖVOG) és una empresa de transport amb Seu en St Pölten, és la responsable de la planificació i el funcionament dels autobusos i trens de línia i telefèrics de l'estat de Baixa austria.

## Història
NÖVOG va ser fundada en 1993, amb l'objectiu de preparar línies d'autobús ràpides que connectessin amb la capital de l'estat St. Pölten. En 1996 NÖVOG va engegar els autobusos blancs (Wieselbusse), va negociar contractes de serveis de transport amb la ÖBB i va fundar l'empresa de ferrocarril del Schneeberg (la NÖ Schneebergbahn GmbH).
En 2001 NÖVOG va reprendre el tràfic turístic en la línia de ferrocarril de les quatre valls entre Gmünd i Groß Gerungs, i en 2006 entre i Gmünd i Litschau. En 2002 s'inicia el "Reblaus Express" en el ferrocarril de rodalies Retz–Drosendorf. El telecadira Salamander pel Schneeberg va ser inaugurat en 2005. L'any 2007 es va posar en servei el tren turístic Ötscherbär en el ferrocarril de Mariazell.
A la fi de 2010, NÖVOG es va fer càrrec de diversos trens de la ÖBB, com el "Citybahn Waidhofen" i la resta operatius del ferrocarril de la vall de Ybss, el ferrocarril de Mariazell i el ferrocarril de Wachau. Des de llavors, els ferrocarrils de via estreta funcionen de forma independent i en cooperació amb les empreses ferroviàries amb vies d'ample estàndard autoritzades (ferrocarrils locals de Viena), ja que a NÖVOG li manca l'autorització per al funcionament de ferrocarrils d'ample estàndard.

## Empresa

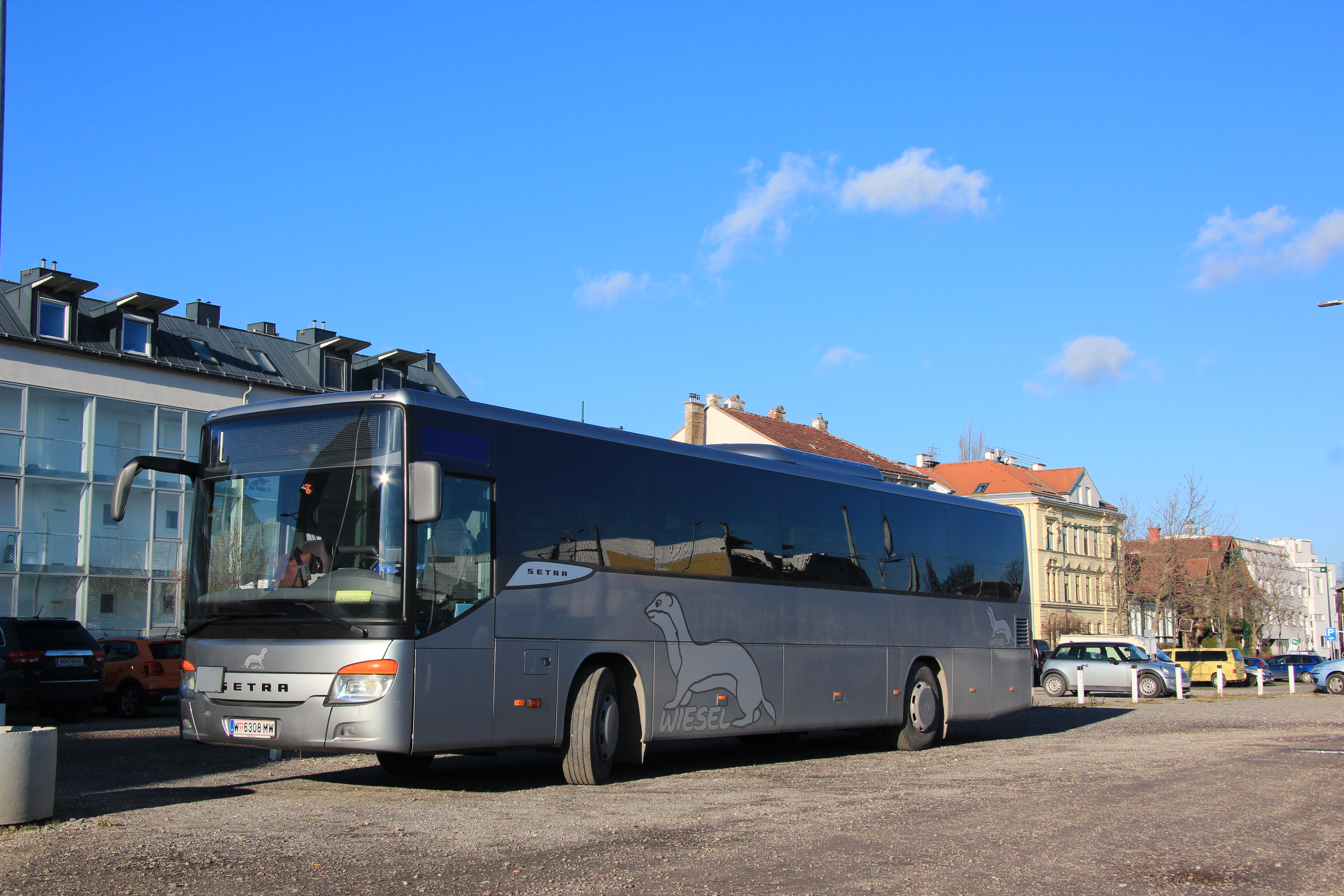
Bus blanc en Mödling

L'objectiu de NÖVOG és l'organització del transport públic regional de la Baixa Àustria, en particular la planificació i explotació de línies públiques d'autobusos i ferrocarrils, així com la gestió de béns immobles i inversions en empreses.
L'oferta de NÖVOG inclou una xarxa ferroviaria d'uns 630 km, dels quals actualment 380 km s'utilitzen per a rodalies, turisme i mercaderies. A més, NÖVOG explota 11 línies d'autobusos expres o autobusos blancs (Wieselbussen), connecta els llocs de la Baixa Àustria i la ciutat de Viena amb St Pölten.

## Ferrocarrils

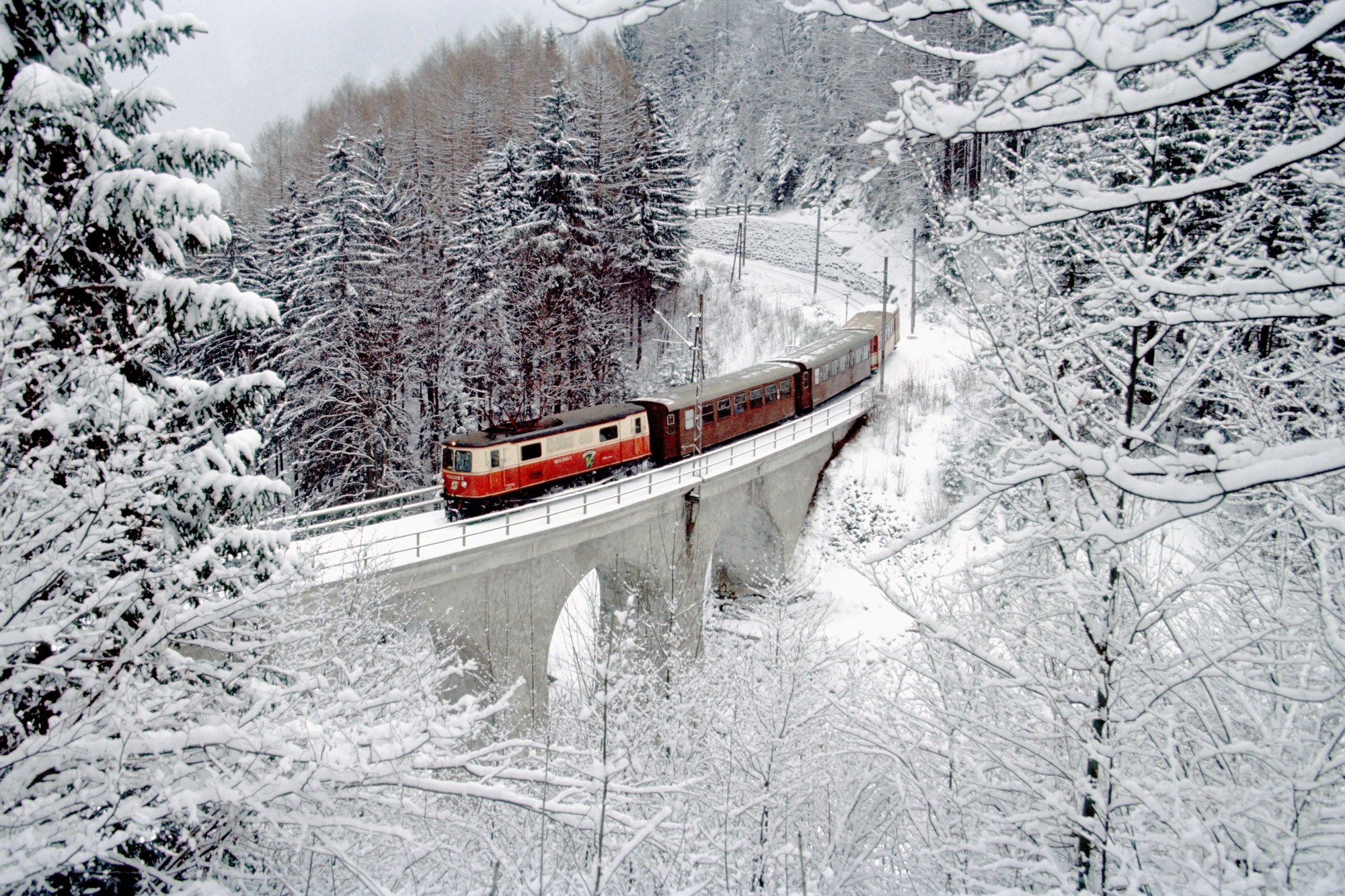
El recorregut del ferrocarril de Mariazell franqueja nombrosos viaductes de pedra

### Ferrocarril de Mariazell
Aquest ferrocarril de via estreta de vocació local i turística uneix St Pölten, capital de la Baixa Àustria i Mariazell, lloc de peregrinació de la regió de Estíria, sobre una distància de 91 km.

### Ferrocarril del Schneeberg

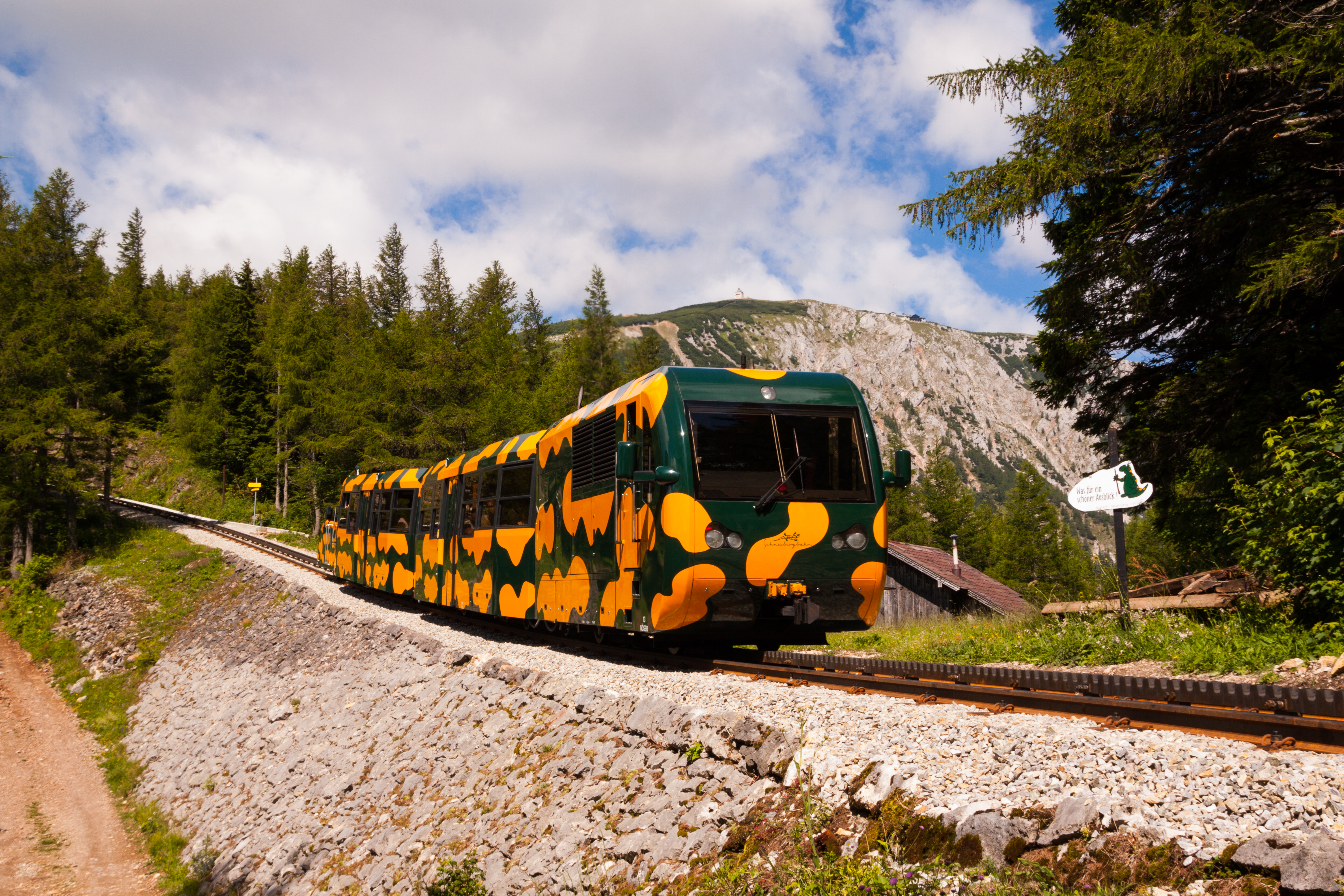
El Salamander en el ferrocarril del Schneeberg

Aquesta línia de ferrocarril turístic de via estreta i de cremallera enllaça Puchberg am Schneeberg a la cumbre del massís de Schneeberg sobre una distància de 10 km. Els trens que circulen són moguts bé per vapor o bé per motor de combustió.

### Ferrocarril del Waldviertel

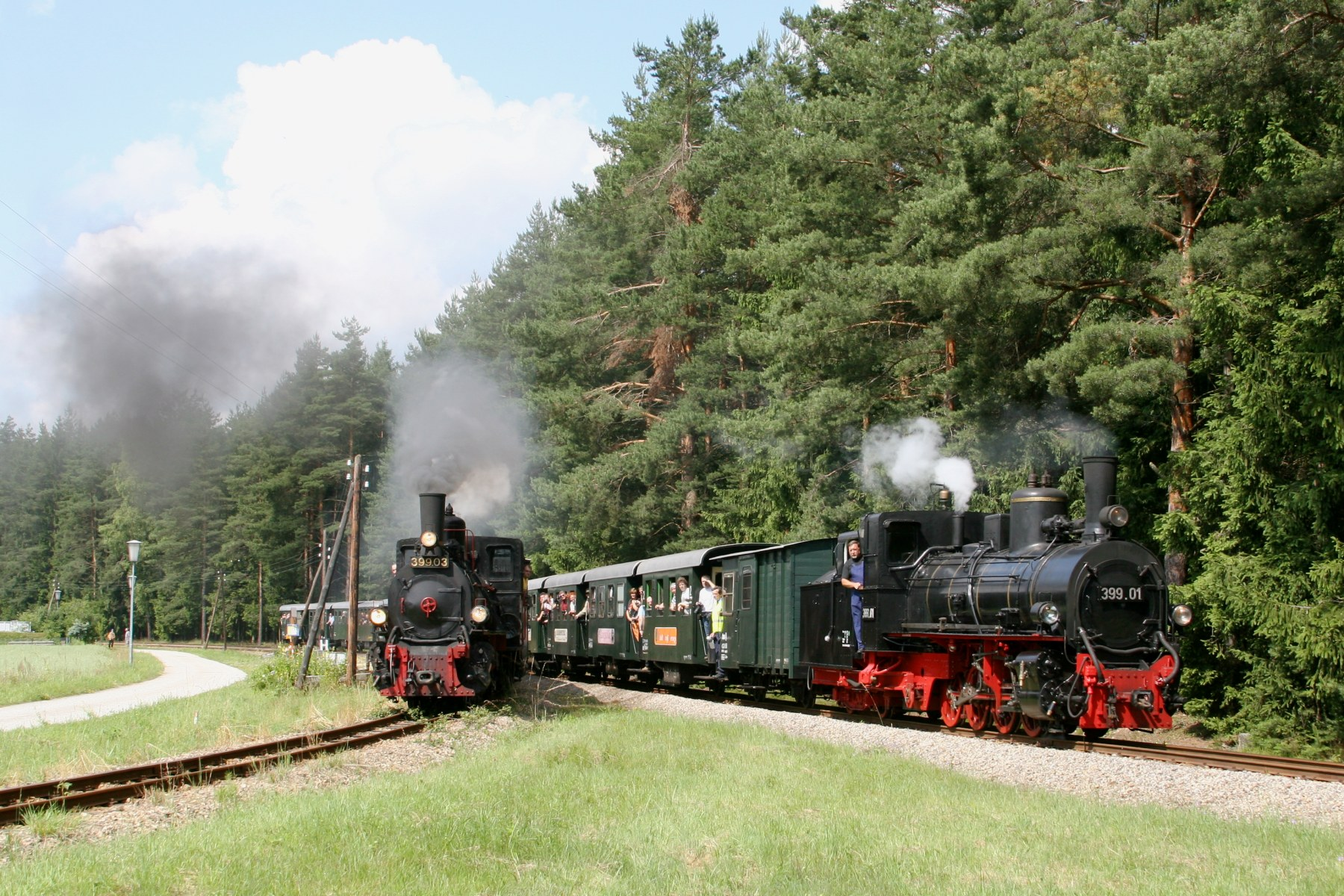
Trens de vapor en el ferrocarril del Waldwiertel

Des de l'any 2001, el servei regular de passatgers d'aquesta línia de via estreta s'ha reemplaçat per un tren turístic de vapor.

### Ferrocarril de Wachau

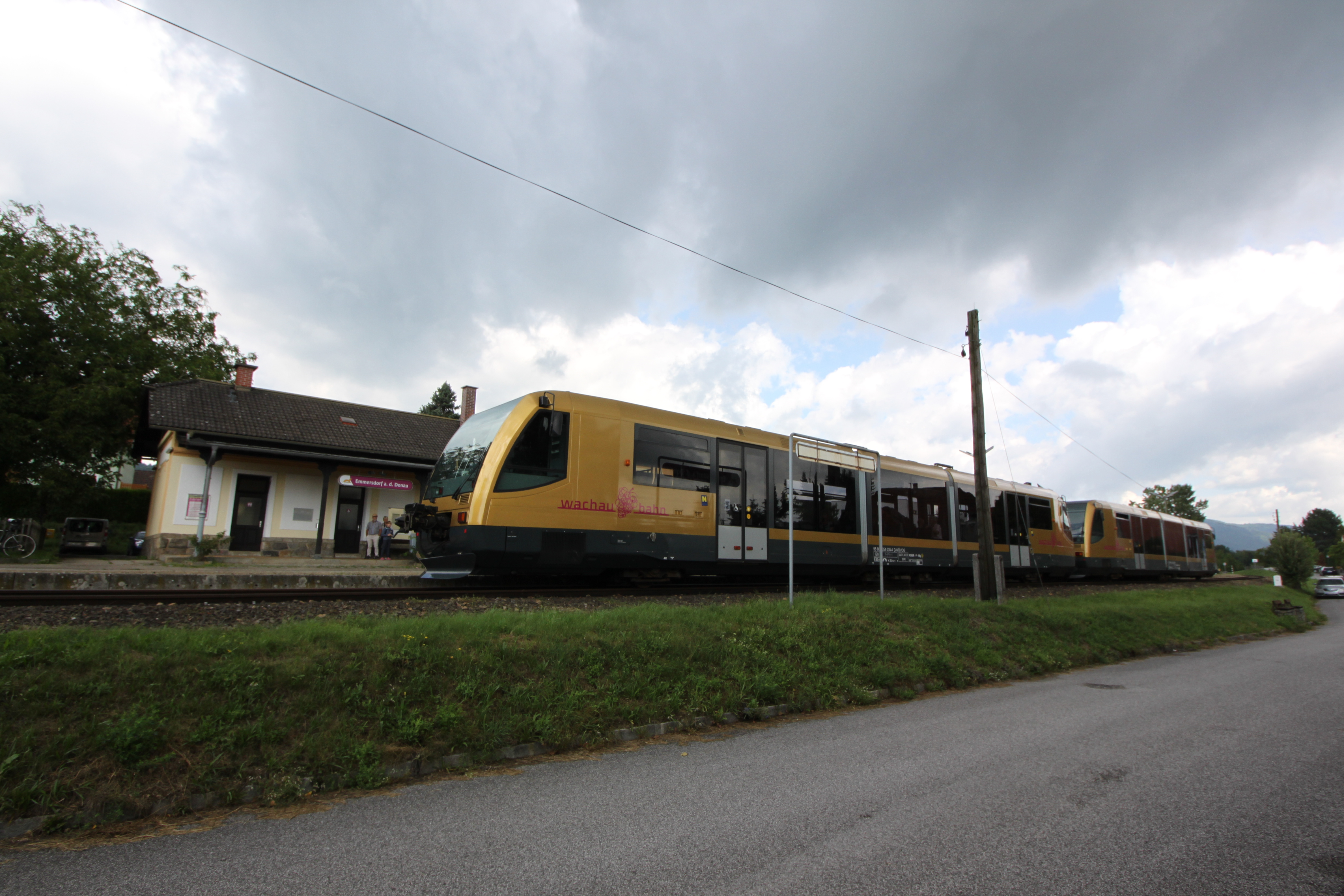
La línia Wachaubahn està explotada amb automotors

Aquesta línia de ferrocarril de vocació regional i turística enllaça Krems i Emmersdorf en la regíon vinícola de la vall del Danubi.

### Citybahn Waidhofen

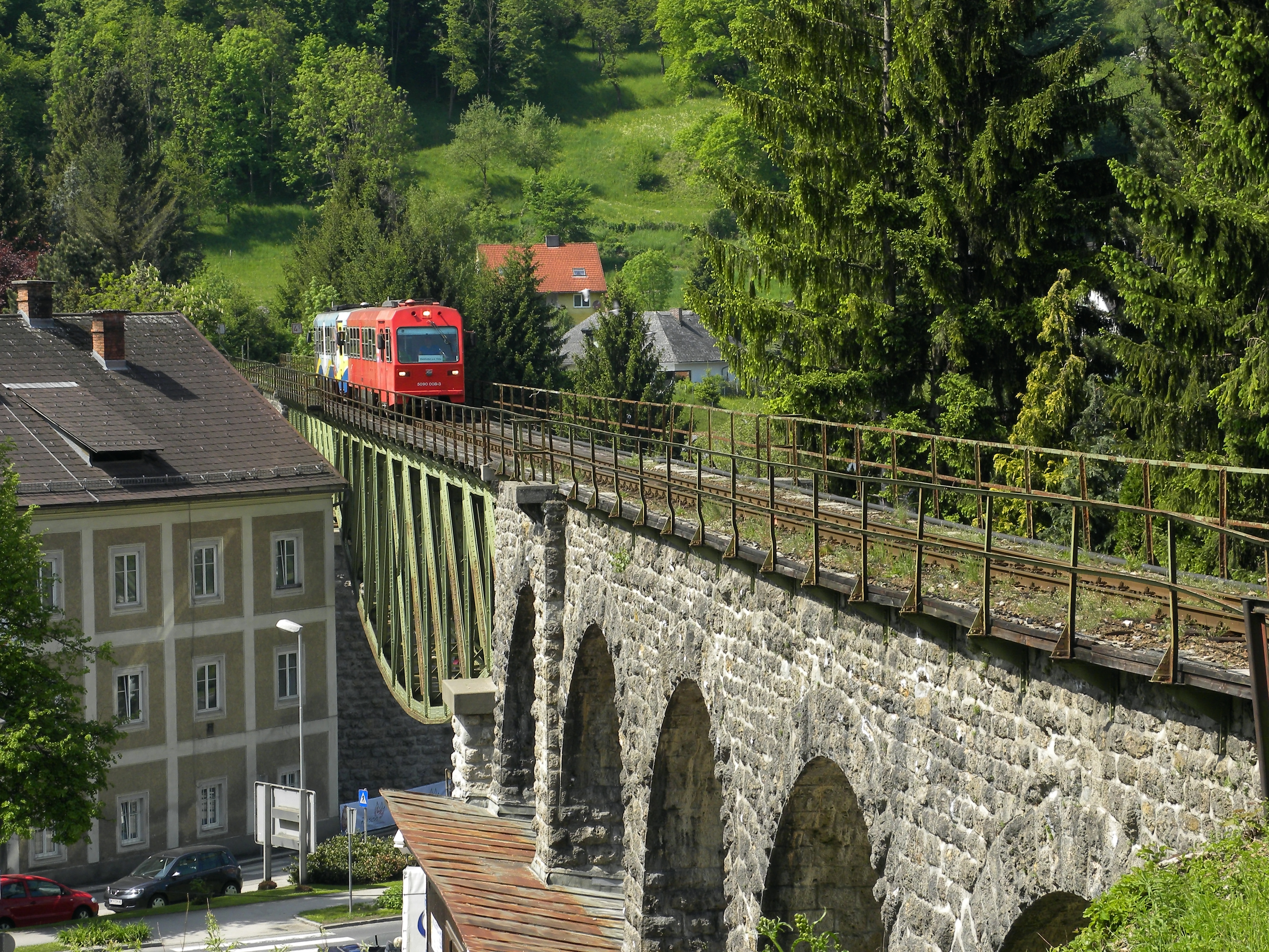
El Citybahn Waidhofen enllaça els barris de la població amb els encreuaments de la vall del Ybbs

Li Citybahn Waidhofen est un tren-tram qui comunica els barris de Waidhofen an der Ybbs utilitzant la via estreta del ferrocarril de la Vall del Ybbs sobre una longitud de 5 km.

### Reblaus Express
El Reblaus Express és un tren turístic que posa en valor el patrimoni ferroviari del Waldviertel amb un enllaç Retz―Drosendorf-Zissersdorf al nord de l'Estat.

## Autobusos blancs
- Línia A: Gänserndorf – St Pölten
- Línia B: Mistelbach – St Pölten
- Línia C: Hollabrunn – Krems – St Pölten
- Línia D: Klosterneuburg – St Pölten
- Línia I: Waidhofen/Thaya – Krems – St Pölten
- Línia F: Gmünd – Krems – St Pölten
- Línia G: Krems – St Pölten
- Línia H: Wiener Neustadt – St Pölten
- Línia K: Viena – St Pölten
- Línia L: Viena – St Pölten
- Línia M: Mauerbach – St Pölten

## Telefèrics
- Schneebergbahn (ferrocarril de Cremallera al Schneeberg)
- Wunderwiese (en el Schneeberg), part del qual és el telecadira Wunderalm (antic telecadira del Schneeberg)
- Ferrocarrils de muntanya en Mitterbach (Telecadira fins a Gemeindealpe)